# Aitemua
Aitemua (Aitenua) ist ein osttimoresischer Suco im Verwaltungsamt Turiscai (Gemeinde Manufahi).

## Geographie
Vor der Gebietsreform 2015 hatte Aitemua eine Fläche von 11,81 km². Nun sind es 11,20 km². Der Suco liegt im Südosten des Verwaltungsamts Turiscai. Nördlich befindet sich der Suco Manumera, östlich der Suco Beremana und südlich der Suco Mindelo. Im Westen grenzt Aitemua an das zur Gemeinde Ainaro gehörende Verwaltungsamt Maubisse mit seinen Sucos Manelobas und Manetú. Durch Aitemua fließt der Fluss Aicocai, in den der Carbou fließt. Der Aicocai mündet in den Sui, der den südlichen Teil der Ostgrenze bildet und einer der Quellflüsse des Caraulun ist.
Größere Straßen, die den Suco mit der Außenwelt verbinden, fehlen. So mussten für die Parlamentswahlen in Osttimor 2007 die Wahlurnen zum Wahllokal in der Escola primaria Aitemua mit einem Hubschrauber hingebracht und wieder abgeholt werden. Im Norden liegt der Hauptort Laclo und im Südosten das Dorf Furac Lau (Furak Lau, Furaclau).
Im Suco befinden sich die zwei Aldeias Furac Lau und Laclo.

## Einwohner
In Aitemua leben 763 Einwohner (2022), davon sind 377 Männer und 386 Frauen. Im Suco gibt es 134 Haushalte. Über 92 % der Einwohner geben Mambai als ihre Muttersprache an. Fast 6 % sprechen Tetum Prasa, kleine Minderheiten Sa’ane oder Idaté.

## Geschichte
Am 25. Oktober 2021 wurde mit dem Bau der Leitung für den Anschluss des Sucos an das Stromnetz begonnen.

## Politik

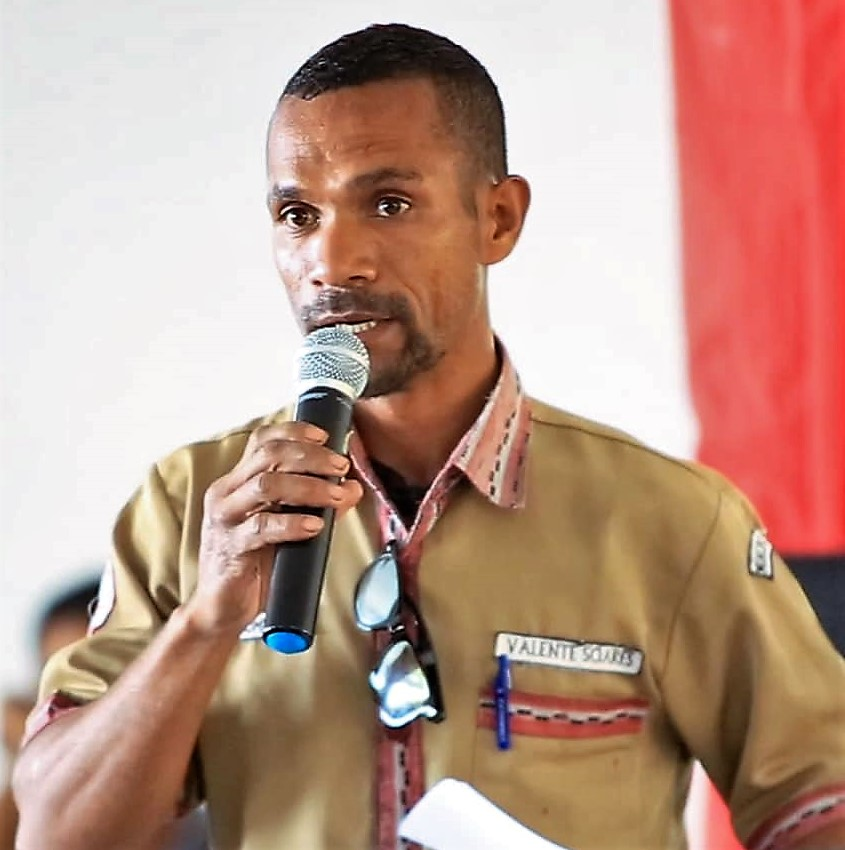
Valente Soares (2022)

Bei den Wahlen von 2004/2005 wurde Agostinho da Conçeicão zum Chefe de Suco gewählt und 2009 in seinem Amt bestätigt. Bei den Wahlen 2016 gewann Valente Soares.

## Persönlichkeiten
- Paulo Alves Sarmento (* 1957 in Laclo; † 2019), Politiker und Unabhängigkeitsaktivist